# هتینگر (داکوتای شمالی)
هتینگر(به انگلیسی: Hettinger) شهری در ایالت داکوتای شمالی کشور ایالات متحده آمریکا است که جمعیت آن در سرشماری سال ۲۰۱۰ میلادی، ۱٬۲۲۶ نفر بوده‌است.